# Urvaste (Antsla)
Urvaste (Duits: Urbs) is een plaats in de Estlandse gemeente Antsla, provincie Võrumaa. De plaats heeft de status van dorp (Estisch: küla).
Tot in 2017 hoorde Urvaste bij de gelijknamige gemeente. In oktober van dat jaar werd die gemeente bij de gemeente Antsla gevoegd.

## Bevolking
Het dorp had 90 inwoners op 31 december 2011 en 81 inwoners op 31 december 2021.

## Ligging
Urvaste ligt in de vallei Urvaste ürgorg. Ten zuiden van de plaats ligt het meer Uhtjärv (43,5 ha).
Bij Urvaste staat de dikste eik van Estland, de Tamme-Lauri-eik, die ook is terug te vinden in het wapen van de gemeente Antsla. De middeleeuwse kerk van Urvaste (Urvaste Urbanuse kirik) ligt in het buurdorp Kirikuküla, ten zuidwesten van Urvaste.

## Geschiedenis
Urvaste werd in 1516 voor het eerst genoemd onder de naam Urbes. In 1541 werd een landgoed Urbs gesticht. De plaats waar het landhuis van het landgoed heeft gestaan bevindt zich in het dorp Ruhingu. Het kerkhof van het landgoed, waar leden van de familie von Samson-Himmelstjerna begraven liggen, bestaat nog. Deze familie had vanaf 1776 het landgoed in bezit. De laatste eigenaar voordat het landgoed in 1919 door het onafhankelijk geworden Estland werd onteigend, was Emmy von Lingen, verwant aan de Samson-Himmelstjerna's.
Hoewel het dorp al heel oud is, kreeg het pas in 1977 officieel de status van dorp. Toen werden ook de buurdorpen Horma-Kärstnä, Keema-Kerge en Lauri bij Urvaste gevoegd.

## Foto's

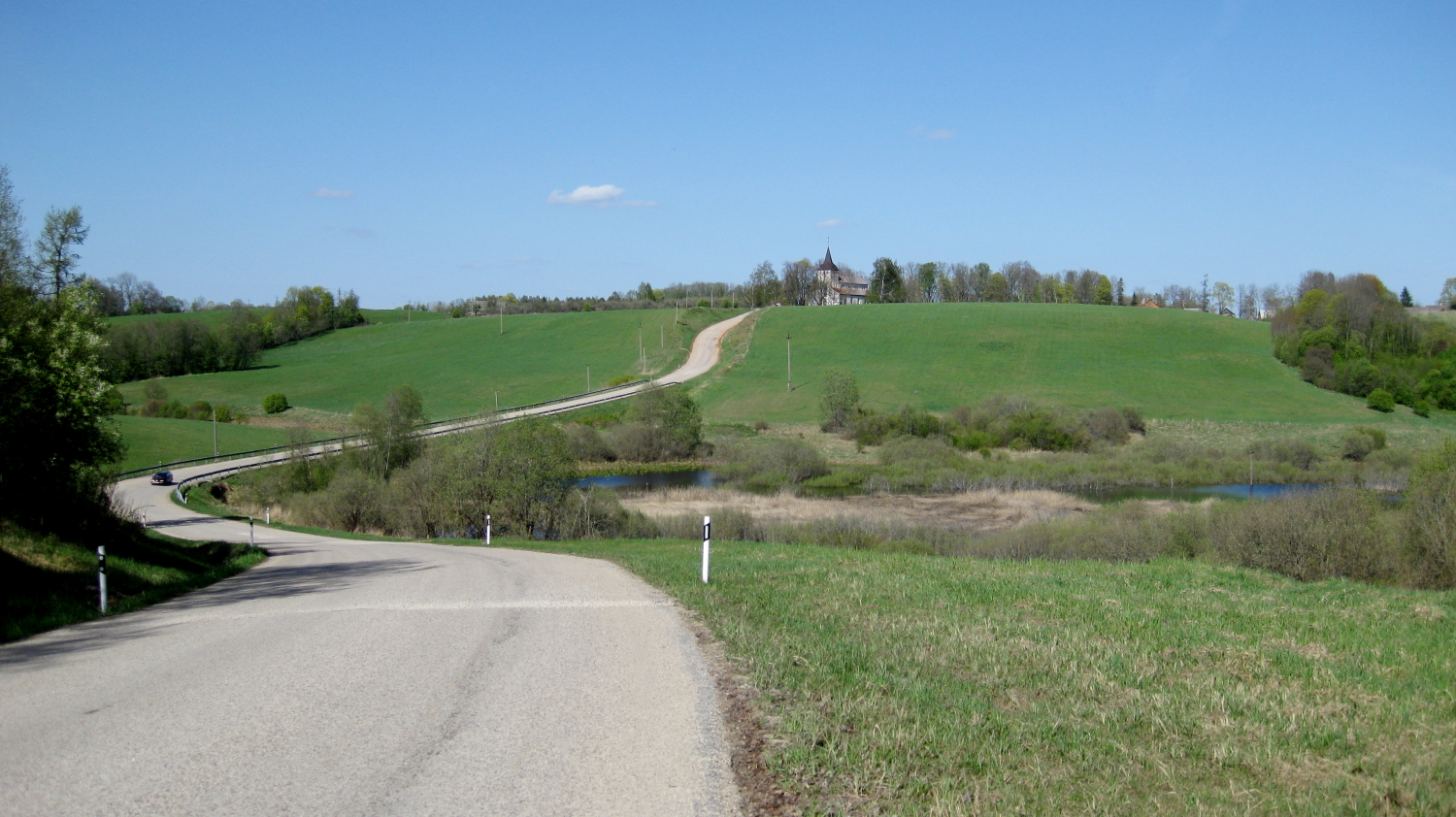
Uitzicht over de vallei en de kerk van Urvaste
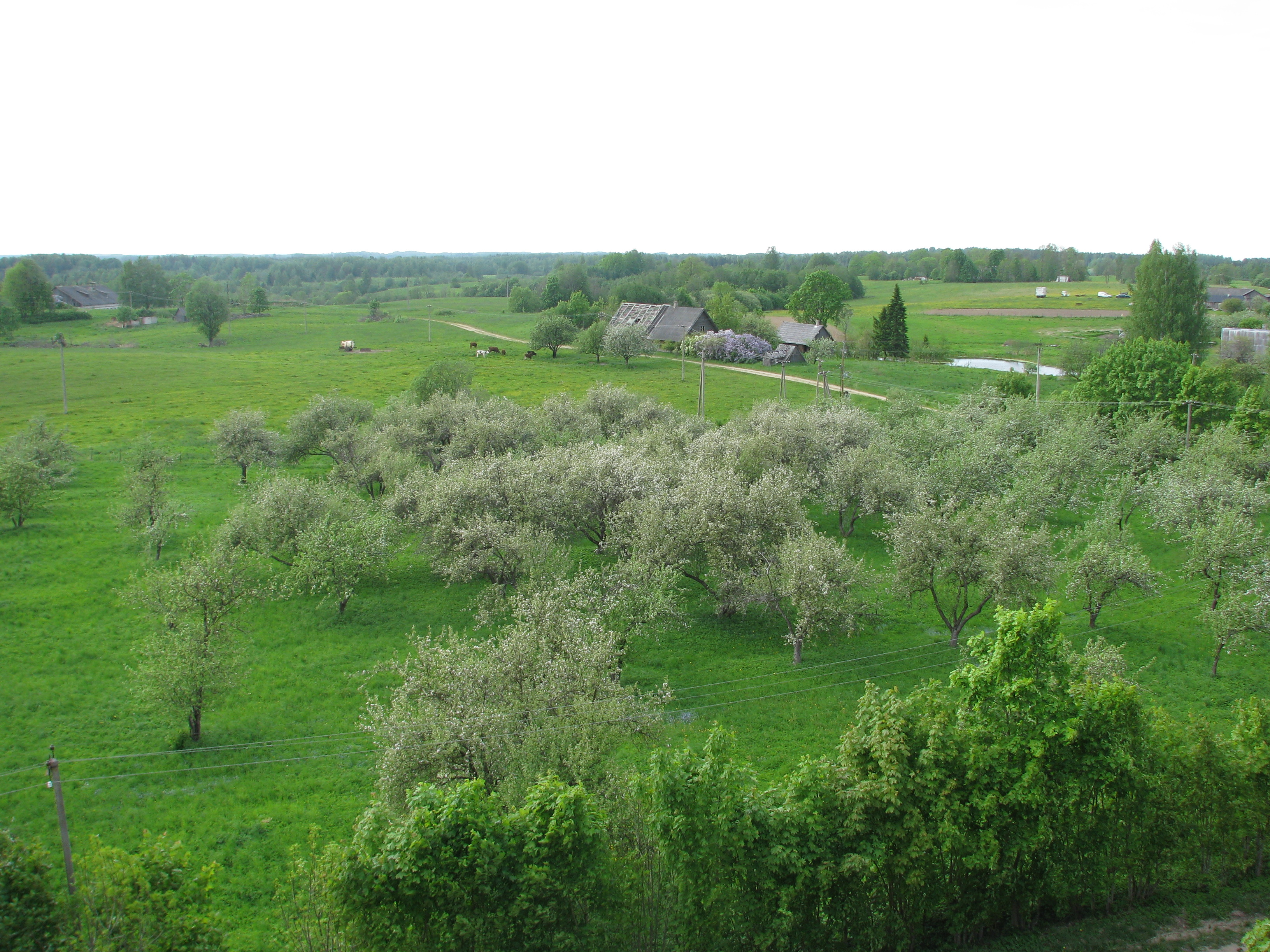
Uitzicht vanaf de toren van de kerk
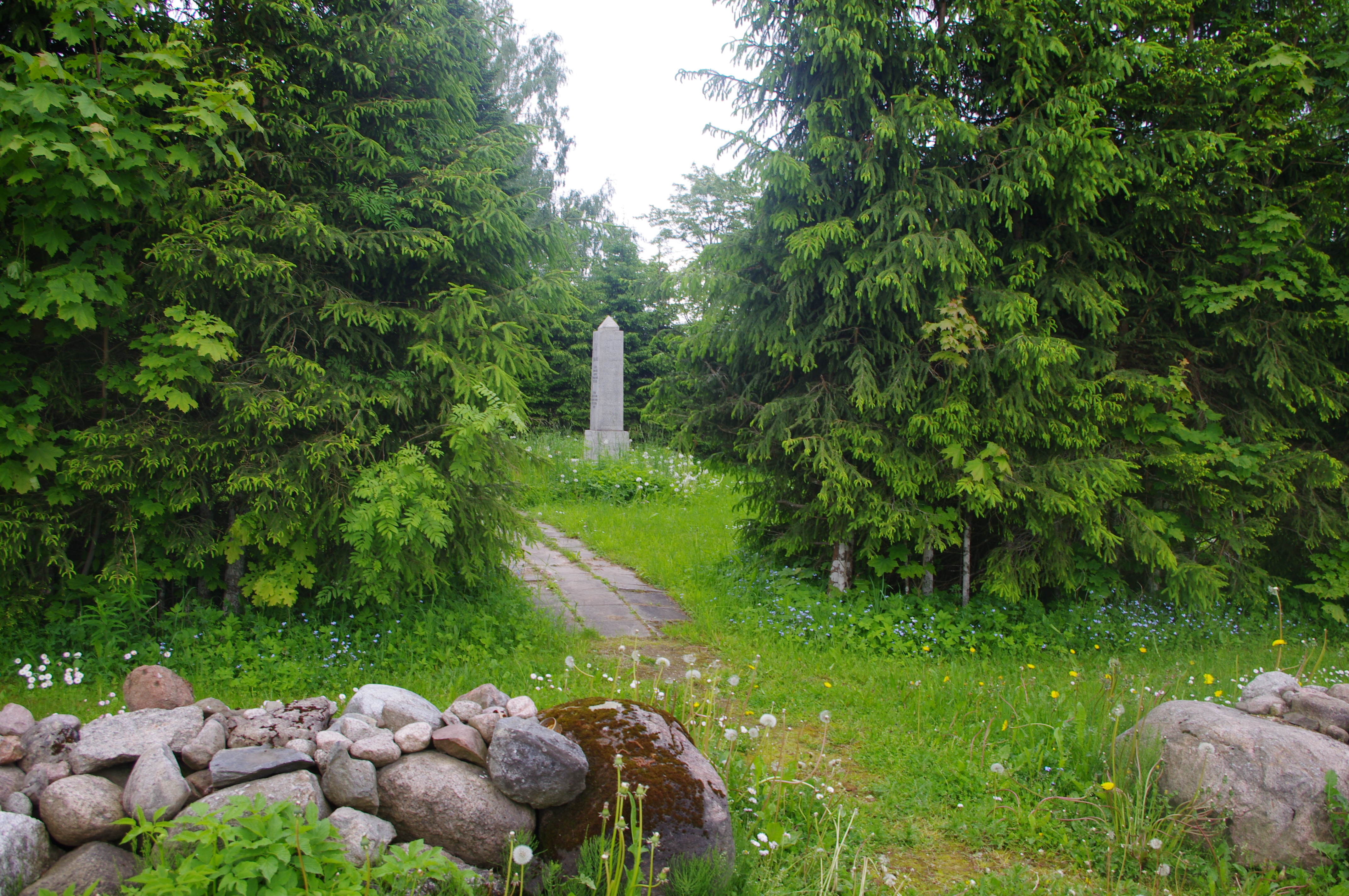
Gezamenlijk graf voor de slachtoffers van de Tweede Wereldoorlog
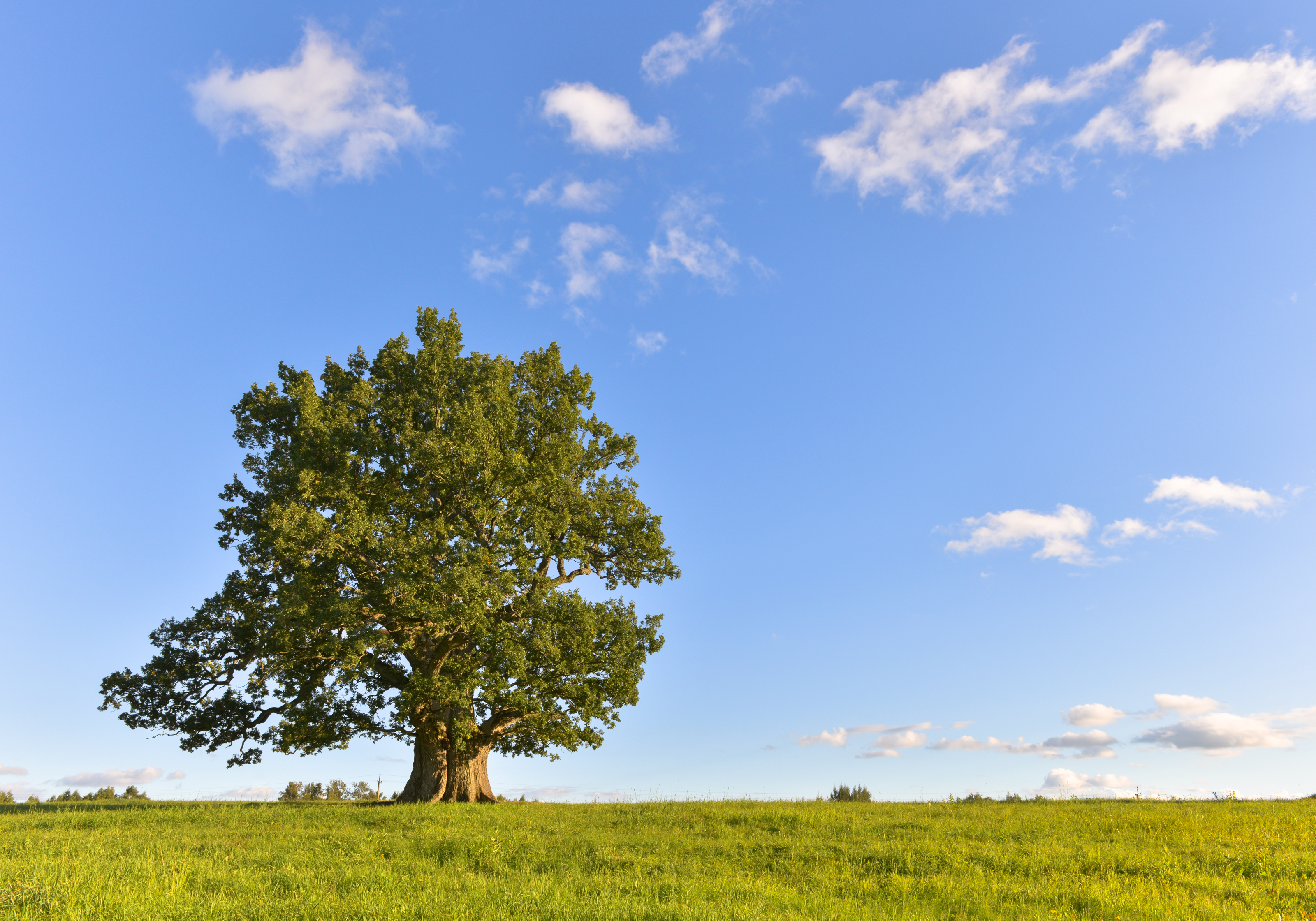
De Tamme-Lauri-eik